# ISCU
ISCU (англ. Iron-sulfur cluster assembly enzyme) – білок, який кодується однойменним геном, розташованим у людей на короткому плечі 12-ї хромосоми. Довжина поліпептидного ланцюга білка становить 167 амінокислот, а молекулярна маса — 17 999.
| 10         |  | 20         |  | 30         |  | 40         |  | 50         |
| ---------- |  | ---------- |  | ---------- |  | ---------- |  | ---------- |
| MAAAGAFRLR |  | RAASALLLRS |  | PRLPARELSA |  | PARLYHKKVV |  | DHYENPRNVG |
| SLDKTSKNVG |  | TGLVGAPACG |  | DVMKLQIQVD |  | EKGKIVDARF |  | KTFGCGSAIA |
| SSSLATEWVK |  | GKTVEEALTI |  | KNTDIAKELC |  | LPPVKLHCSM |  | LAEDAIKAAL |
| ADYKLKQEPK |  | KGEAEKK    |  |            |  |            |  |            |

A: Аланін

C: Цистеїн

D: Аспарагінова кислота

E: Глутамінова кислота

F: Фенілаланін

G: Гліцин

H: Гістидин

I: Ізолейцин

K: Лізин

L: Лейцин

M: Метіонін

N: Аспарагін

P: Пролін

Q: Глутамін

R: Аргінін

S: Серин

T: Треонін

V: Валін

W: Триптофан

Задіяний у такому біологічному процесі, як альтернативний сплайсинг. 
Білок має сайт для зв'язування з іонами металів, іоном заліза. 
Локалізований у цитоплазмі, ядрі, мітохондрії.